# La Ferrière-en-Parthenay
La Ferrière-en-Parthenay település Franciaországban, Deux-Sèvres megyében. Lakosainak száma 762 fő (2022. január 1.). La Ferrière-en-Parthenay Oroux, La Peyratte, Saint-Martin-du-Fouilloux, Saurais, Thénezay, Vasles és Chalandray községekkel határos.

## Népesség
A település népességének változása:
| Lakosok száma | 815  | 822  | 786  | 768  | 762  | 757  | 749  | 762  |
|               | 2013 | 2015 | 2017 | 2018 | 2019 | 2020 | 2021 | 2022 |